# 平卧鼠李
平卧鼠李（学名：Rhamnus prostrata）为鼠李科鼠李属下的一个种。